# 1073
1073 (MLXXIII) var ett normalår som började en tisdag i den julianska kalendern.

## Händelser

### April
- 22 april – Sedan Alexander II har avlidit dagen innan väljs Ildebrando di Saona till påve och tar namnet Gregorius VII.[1]

### Okänt datum
- Rabbi Yitchaki Alfassi avslutar skrivandet av Rif, en betydelsefull judisk lagtext.
- Kejsaren Shirakawa tillträder Japans tron.
- Johannes IX bar Shushan avgår som Syrisk patriark av Antioch.
- Svjatoslav II:s regeringstid som härskare av Kievriket inleds.
- Seldjukerna erövrar Ankara.

## Födda
- Anastasius IV, född Corrado Demetri della Suburra, påve 1153–1154 (född omkring detta år).
- David IV Bagrationi, kung av Georgien.
- Leopold III av Österrike, Österrikes skyddshelgon.
- Magnus Barfot, kung av Norge 1094–1103.
- Meng (kejsarinna), Kinas kejsarinna 1092-1096 och regent 1127 och 1129.
- Lady Six Monkey, regerande drottning av det mixtekiska kungariket Huachino 1090-1100

## Avlidna
- 21 april – Alexander II, född Anselmo di Baggio påve sedan 1061.
- Benedictus X, motpåve (död detta år eller 1080).
- Go-Sanjo, japansk kejsare.